# (400121) 2006 UE58
(400121) 2006 UE58 es un asteroide perteneciente al cinturón de asteroides, descubierto el 18 de octubre de 2006 por el equipo del Spacewatch desde el Observatorio Nacional de Kitt Peak, Arizona, Estados Unidos.

## Designación y nombre
Designado provisionalmente como 2006 UE58.

## Características orbitales
2006 UE58 está situado a una distancia media del Sol de 2,655 ua, pudiendo alejarse hasta 3,136 ua y acercarse hasta 2,174 ua. Su excentricidad es 0,181 y la inclinación orbital 11,25 grados. Emplea 1580,76 días en completar una órbita alrededor del Sol.

## Características físicas
La magnitud absoluta de 2006 UE58 es 17,3. Tiene 2,139 km de diámetro y su albedo se estima en 0,056.